# کلاوس ابرهارد (تنیس‌باز)
 کلاوس ابرهارد (انگلیسی: Klaus Eberhard؛ زاده ۱۵ سپتامبر ۱۹۵۷) یک تنیس‌باز اهل آلمان غربی است. 